# 雲城 (選區)
雲城（Wan Shing，代號R16）是香港沙田區議會下轄的選區，2015年設立，2023年取消，末任區議員為獨立民主派張慶樺。

## 範圍
選區位於大圍中部，包括雲叠花園及名城，與其相連的選區有翠嘉、田心、徑口、下城門，投票站因應人口分佈而設有兩個，分別位於東莞工商總會劉百樂中學及保良局朱敬文中學。

## 沿革
2015年區議會選舉，配合大型屋苑名城全面入伙，大量居民遷入，選舉管理委員會將下城門選區分拆，新增包括海福花園、雲叠花園及名城的雲城選區。人口估算約20,693人。屬新民黨公民力量的原下城門區議員何厚祥轉到本區爭取連任，遇上兩名泛民主派人士挑戰，分別是前民主黨成員黃良喜以及得到2047香港監察支持的張德榮，最終何厚祥取得1,989票，以稍高於半數得票率而連任。
2019年區議會選舉，因應本區人口過多，海福花園由本區改劃到翠嘉選區，基於海福花園與新翠邨相距甚遠，諮詢時曾接獲反對意見，但由於選管會未有接納，維持有關改動。選舉吸引到三人參選，當中二人為泛民主派，分別是新民主同盟張慶樺及2047香港監察張德榮，對上何厚祥退休後接棒的羅健勤，結果由張慶樺以五成六票當選。2021年6月26日，新民主同盟宣佈解散，成員改以獨立民主派身份活動。2021年7月，張氏因應政府計劃追討協助民主派初選區議員的酬金津貼傳聞所帶動的區議員辭職潮中，辭去區議員職務。

## 歷屆議員
| 屆別                 | 議員   | 政治聯繫 | 政治聯繫      |
| -------------------- | ------ | -------- | ------------- |
| 2016年－2019年       | 何厚祥 |          | 公民力量      |
| 2016年－2019年       | 何厚祥 | 新民黨   |               |
| 2020年－2021年7月8日 | 張慶樺 |          | ND 新民主同盟 |
| 2021年7月9日－2023年 | 懸空   | 懸空     | 懸空          |

## 歷屆選舉結果
| 政党   | 政党            | 候选人    | 票数  | %     | ±      |
| ------ | --------------- | --------- | ----- | ----- | ------ |
|        | 2047香港監察    | ①. 張德榮 | 212   | 3.11  | -20.79 |
|        | 新民主同盟      | ②. 張慶樺 | 3,869 | 56.67 | 不適用 |
|        | 新民黨/公民力量 | ③. 羅健勤 | 2,745 | 40.21 | -11.08 |
| 多数票 | 多数票          | 多数票    | 1,124 | 16.46 | -10.02 |

| 政党   | 政党            | 候选人    | 票数  | %     | ±      |
| ------ | --------------- | --------- | ----- | ----- | ------ |
|        | 無黨派          | ①. 黃良喜 | 962   | 24.81 | 新選區 |
|        | 2047香港監察    | ②. 張德榮 | 927   | 23.90 | 新選區 |
|        | 新民黨/公民力量 | ③. 何厚祥 | 1,989 | 51.29 | 新選區 |
| 多数票 | 多数票          | 多数票    | 1,027 | 26.48 | 新選區 |